# Илтер Садъков
Илтер Бейзатов Садъков е бивш български политик от ГЕРБ. Народен представител от ГЕРБ в XLV, XLVI, XLVII и XLVIII народно събрание.

## Биография
Илтер Садъков е роден на 4 март 1983 г. в град Шумен, Народна република България. През 2008 г. се жени за Мелис Джини, която тогава работи в разплащателна агенция в Шумен. На сватбата техен кум е шефът на „Лукойл-България“ – Валентин Златев, който от няколко години преди това стопанисва елитно ловно стопанство в горите на община Венец.

### Незаконна постройка
Излизат разкрития, че Садъков построява къща за ок. 1 млн. лв. край язовир „Изгрев“, в близост до село Осеновец, но без нужното разрешително за строеж и в забранена за строеж зона. През 2021 г. стартира процедура по бутането на имота. Неговият баща Бейзат Яхя е дълги години директор на ловно стопанство „Паламара“ в района и бивш активист на ДПС.